# 沈弘彝
沈弘彝（1501年—？年），字君叙，號柳川，河南開封府陳州人，明朝官员。

## 生平
嘉靖四年（1525年）乙酉科河南鄉試第二十名舉人，嘉靖十一年（1532年）壬辰科第三甲第一百六十名進士。通政司觀政，授常熟縣知县，陞戶部主事。員外。郎中。降州同。二十五年（1546年）陞石州知州。

## 家族
曾祖沈琮；祖沈浩；父沈銘，貢士；母宋氏。具慶下，妻陳氏，弟弘化；弘恩；弘澤，子一韓。

## 遺跡
常熟虞山有其“三台石”刻字，落款「明嘉靖丙申岁秋八月赐进士第知常熟县事陈州柳川沈弘彝书」。
虞山之麓，傳為梁昭明太子讀書處。原有台，弘治間知縣楊子器重建。嘉靖十二年，沈弘彝斥俸重建一亭。